# Une vie sans histoire
Pour plus de détails, voir Fiche technique et Distribution.
Une vie sans histoire (This Is a Life?) est un court métrage d'animation de la série américaine Merrie Melodies, réalisé par Friz Freleng et sorti le 9 juillet 1955, qui met en scène Bugs Bunny, Daffy Duck, Elmer Fudd, Sam le pirate et Mémé.

## Fiche technique
- Titre original : This Is a Life?
- Réalisation : Friz Freleng
- Pays de production :  États-Unis
- Durée : 7 minutes
- Date de sortie : 9 juillet 1955

## Distribution
- Gérard Surugue : Bugs Bunny
- Patrick Guillemin : Daffy Duck
- Patrice Dozier : Elmer Fudd
- Patrick Préjean : Sam le pirate
- Barbara Tissier : Mémé
- Bernard Métraux : Annonceur